# Nikola Krstović
Nikola Krstović (serbe : Никола Крстовић), né le 5 avril 2000 en République fédérale de Yougoslavie, est un footballeur monténégrin. Il joue au poste d'attaquant à l'US Lecce.

## Biographie

### En club
Le 21 octobre 2017, il inscrit son premier triplé en championnat, lors de la réception du FK Kom Podgorica (victoire 4-2). Le 25 février 2019, il s'engage avec l'Étoile rouge de Belgrade, et signe un contrat jusqu'en 2023. Le joueur reste toutefois au FK Zeta Golubovci jusqu'au la fin de la saison. Avec 17 buts, il termine meilleur buteur de la saison 2018-2019 du championnat du Monténégro. Cette saison-là, il inscrit trois doublés lors de la seconde partie de championnat.

### En équipe nationale
Avec les moins de 17 ans, il inscrit deux buts lors des éliminatoires du championnat d'Europe des moins de 17 ans 2017, contre la Slovénie et la Suisse.
Avec les espoirs, il joue plusieurs matchs rentrant dans le cadre des éliminatoires du championnat d'Europe espoirs.

## Palmarès
Étoile rouge de Belgrade
- Champion de Serbie en 2021.
- Vainqueur de la Coupe de Serbie en 2021.

Distinctions personnelles
- Meilleur buteur du championnat du Monténégro en 2019